# Limersheim
Limersheim é uma comuna francesa na região administrativa de Grande Leste, no departamento Baixo Reno. Estende-se por uma área de 5,55 km². Em 2010 a comuna tinha 659 habitantes (densidade: 118,7 hab./km²).